# 114e brigade de fusiliers motorisés de la Garde
 (mars 2022).
Motif : actualisation nécessaire

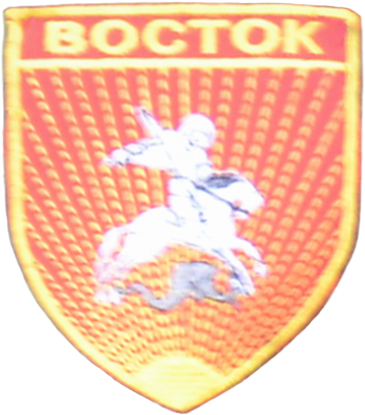
Insigne du bataillon Vostok utilisé en 2015.

Le 114e brigade de fusiliers motorisés de la Garde (en russe : 114-я отдельная гвардейская мотострелковая Енакиевско-Дунайская бригада, abrégé 114 омсбр, unité militaire 08818), anciennement 11e régiment de fusiliers motorisés, aussi appelé Bataillon Vostok, est une formation armée de facto indépendante des forces de la république autoproclamée de Donetsk.

## Origine du nom
Fondée en 2014 comme bataillon Vostok (en russe : Батальон « Восток », Batal'on Vostok soit bataillon Est) l'unité devient par la suite la brigade Vostok. Après son incorporation dans les rangs des forces armées de la république autoproclamée de Donetsk l'unité prend le nom de 11e régiment de fusiliers motorisés de la Garde.

## Historique
Cette formation armée, considérée comme illégale selon la loi ukrainienne et le pouvoir actuel de Kiev, est composée de volontaires qui, selon la presse ukrainienne, comptent parmi eux nombre d'anciens de l'Armée rouge, du Berkout et des services Alpha des forces de sécurité ukrainiennes (qui défendaient l'ancien pouvoir élu). Ceux-ci sont recrutés pour « défendre la population locale » contre les « fascistes de Kiev », puis contre les opérations « antiterroristes » de l'armée ukrainienne et de la garde nationale (composée quant à elle principalement de volontaires proches de Maidan). Bien que comprenant des soldats tchétchènes,, ce bataillon ne doit pas être confondu avec le bataillon du même nom.
Le bataillon Vostok est dirigé par l'Ukrainien Alexandre Khodakovski qui prend ses ordres du colonel Strelkov. Alexandre Khodakovski a quitté les forces de sécurité d'État du gouvernement central ukrainien. Il déclare le 1er juin 2014 : « Nous ne voulons pas être ennemis avec la Russie, mais si nous sommes alliés avec l'Union européenne et l'OTAN, nous serons forcément contre elle. Nous avons donc fait notre choix », mais sans se faire d'illusions sur l'ingérence directe de la Russie dans le sud-est du pays. Selon les déclarations de Khodakovski à l'agence Reuters, le bataillon a été formé en mai 2014 après les événements sanglants d'Odessa et de Marioupol.
Le 16 mai 2014, une trentaine d'hommes du bataillon Vostok s'emparent de la caserne de la garde nationale d'Ukraine de Donetsk.[réf. nécessaire]
Le 23 mai 2014, le bataillon Vostok s'oppose dans un combat au bataillon Donbass (formé de volontaires ukrainiens de l'Ouest, dont certains de Pravy Sektor) autour du village de Karlovka et le défait.
Le 26 mai 2014, au cours des combats de l'aéroport de Donetsk, deux camions de transport auraient été neutralisés provoquant 35 morts du côté rebelle. Le bataillon Vostok se replie du côté du supermarché Métro où avaient eu lieu des pillages et des combats.[réf. nécessaire]
Depuis lors, le bataillon sert de milice d'autodéfense des bâtiments administratifs de Donetsk. La presse étrangère a remarqué le bon niveau de leur équipement et de leur entraînement.

### Invasion russe de l'Ukraine
Le 11e régiment « Vostok » est activement engagé dans l'invasion de l'Ukraine par la Russie et participe notamment à la bataille de Marioupol. Depuis, le régiment a été transformé en brigade prenant le nom de 114e brigade de fusiliers motorisés et est déployée dans le secteur d'Avdiivka. À partir du 10 octobre 2023, elle prend part en première ligne à l'offensive russe sur Avdiïvka. La brigade subit de très lourdes pertes et ceux dès le premier jour de l'offensive durant lequel elle perd au moins quinze blindés.